# Henri Hens

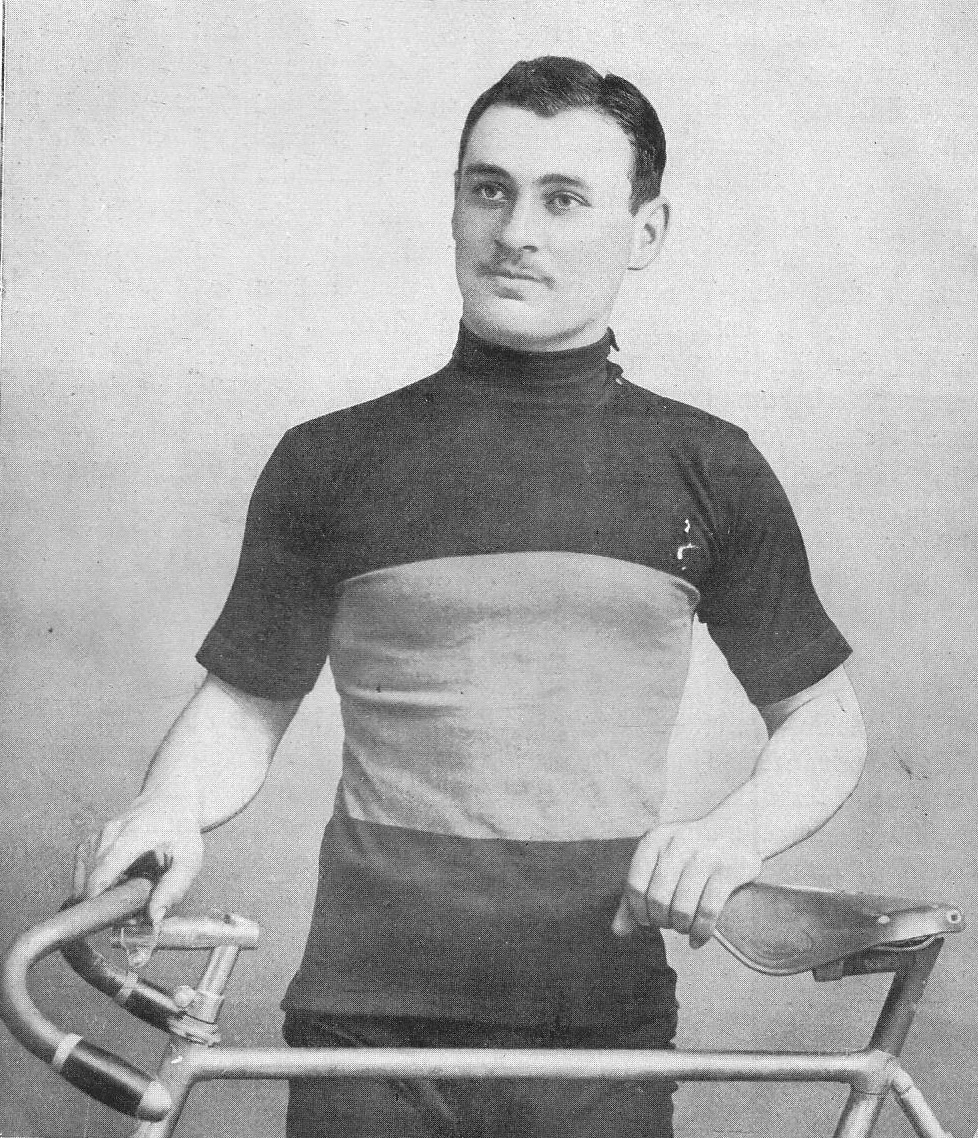
Henri Hens

Henri Hens (* 6. Dezember 1889 in Antwerpen; † 20. Februar 1963 ebenda) war ein belgischer Radrennfahrer.
Henri Hens war von Beruf Diamantenschleifer. Erst im Alter von 18 Jahren erlernte er das Fahrradfahren und siegte schon wenige Wochen später bei der Provinz-Meisterschaft von Antwerpen. 1910 wurde Henri Hens Belgischer Meister der Amateur-Steher. Im selben Jahr wurde er Weltmeister in derselben Disziplin und konnte damit die Erfolgsserie des Engländers Leon Meredith unterbrechen. Danach trat er zu den Profis über, konnte aber keine Erfolge mehr verzeichnen.